# Kenneth Albinsson

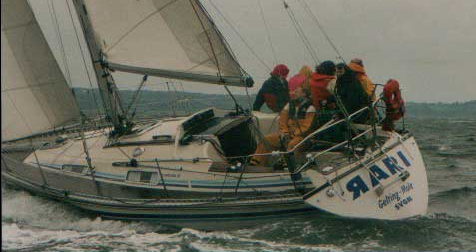
En Comfortina 32

Kenneth Albinsson, född 9 februari 1935, död 2 januari 2018, var en svensk båtbyggare och båtkonstruktör.
Kenneth Albinsson drev båtbyggeriet Arvika Plastindustri tillsammans med sin bror Jerry. Företaget tillverkade bland andra segelbåten Joker, som senare tillverkades av Albin Marin som Albin Ballad. Företaget gick i konkurs 1971.
Därefter grundade han 1972 Comfortbåtar AB i Arvika tillsammans med Ingmar Boding (1942–2021). Detta företag gick också i konkurs, men efterträddes 1982 av Comfortbåtar i Arvika AB under andra ägare.

## Ritade båttyper i urval[3]
- Omkring 1970 Comfort 30
- 1974 Comfort 34
- 1978 Comfort 32, 9,5 meter lång
- 1979 Comfort 26
- 1982 Comfortina 32
- 1983 Comfortina 39